# Морроне, Камила
Камила Ребекка Морроне (англ. Camila Rebeca Morrone, род. 16 июня 1997, Лос-Анджелес, Калифорния) — американская актриса, фотомодель и манекенщица.

## Биография
Камила Морроне родилась 16 июня 1997 года в Лос-Анджелесе в семье выходцев из Аргентины актёров Максимо Морроне и Люсилы Полак. После развода родителей она осталась жить с матерью, которая с 2006 года была в отношениях с Аль Пачино.
В 2013 году состоялся кинодебют Морроне в фильме Джеймса Франко «Буковски», который так и не вышел на экраны. После окончания средней школы Беверли-Хиллз Морроне начала профессиональную карьеру фотомодели, появившись год спустя на обложке турецкого издания «Vogue». В 2017 году она участвовала в качестве манекенщицы для курортной коллекции «Moschino». В 2018 году Морроне вернулась в кино, появившись в триллере «Жажда смерти» и комедийном боевике «Никогда не возвращайтесь». В 2019 году она получила премию «Восходящая звезда» на Международном кинофестивале в Сан-Диего. В 2023 году Морроне исполнила роль Камилла Данн в псевдобиографическом мини-сериале «Дейзи Джонс и The Six», за которую получила номинацию на прайм-тайм премию «Эмми» как лучшая актриса второго плана в мини-сериале или фильме.
С конца 2017 года Камила Морроне встречалась с актёром Леонардо ди Каприо, который на 23 года старше её. В 2022 году пара рассталась.

## Фильмография
| Год  |   | Русское название         | Оригинальное название | Роль           |
| ---- | - | ------------------------ | --------------------- | -------------- |
| 2013 | ф | Буковски                 | Bukowski              | актриса        |
| 2016 | с | Календарь любви          | Love Advent           | камео          |
| 2018 | ф | Жажда смерти             | Death Wish            | Джордан Керси  |
| 2018 | ф | Никогда не возвращайтесь | Never Goin' Back      | Джесси         |
| 2019 | ф | Микки и медведь          | Mickey and the Bear   | Микки Пек      |
| 2020 | ф | Девушка из долины        | Valley Girl           | Руби Ричман    |
| 2023 | ф | Девушка-гонзо            | Gonzo Girl            | Элли Руссо     |
| 2023 | с | Дейзи Джонс и The Six    | Daisy Jones & The Six | Камилла Данн   |
| 2024 | ф | Мармелад                 | Marmalade             | Мармелад       |
| 2025 | с | Ночной администратор     | The Night Manager     | Рокси Себальос |

## Награды и номинации
| Год  | Премия                                  | Категория                                                            | Номинированный проект   | Результат | Прим.  |
| ---- | --------------------------------------- | -------------------------------------------------------------------- | ----------------------- | --------- | ------ |
| 2019 | Международный кинофестиваль в Сан-Диего | Восходящая звезда                                                    | N/A                     | Победа    | [ 16 ] |
| 2023 | Праздник кино и телевидения             | Выдающаяся актриса на телевидении                                    | «Дейзи Джонс и The Six» | Победа    | [ 17 ] |
| 2024 | Премия «Астра»                          | Лучшая актриса второго плана в мини-сериале или фильме-антологии     | «Дейзи Джонс и The Six» | Номинация | [ 18 ] |
| 2024 | Премия «Выбор критиков»                 | Лучшая актриса второго плана в фильме/минисериале                    | «Дейзи Джонс и The Six» | Номинация | [ 19 ] |
| 2024 | Премия «Эмми»                           | Выдающаяся актриса второго плана в мини-сериале или фильме-антологии | «Дейзи Джонс и The Six» | Номинация | [ 20 ] |